# Društvo za cistično fibrozo Slovenije
Društvo za cistično fibrozo Slovenije je društvo, ki združuje bolnike z boleznijo cistična fibroza (krajše CF), njihove svojce in zdravstvene delavce. Ustanovljeno je bilo 3. novembra 2009, sedež na Troštova ulici na Igu.
Društvo za cistično fibrozo Slovenije je član Evropskega društva cistične fibroze – European Cystic Fibrosis Society (ECFS), Evropske zveze nacionalnih združenj cistične fibroze – Cystic Fibrosis Europe (CFE) Arhivirano 2009-11-08 na Wayback Machine., ki je podružnica Cistične fibroze po celem svetu - Cystic Fibrosis Worldwide (CFW).

## Glavni cilji društva
- izboljšanje kakovosti življenja bolnikov, obolelih s cistično fibrozo in njihovih družin;
- ozaveščanje strokovne in druge javnosti o cistični fibrozi, ki je življenjsko ogrožajoča bolezen, razumevanje skrbi teh bolnikov in njihovih družin;
- prizadevanje k boljši in bolj dostopni negi bolnikov, obolelih s cistično fibrozo ter boljšemu in daljšemu življenju teh bolnikov;
- vzpodbujanje ustrezne zdravstvene oskrbe bolnikov, obolelih s cistično fibrozo, ki lahko podaljša ter rešuje mlada življenja;
- vključevanje bolnikov v socialno okolje in ustvarjanje pogojev za njihovo destigmatizacijo;
- organiziranje strokovnih srečanj, predavanj in drugih oblik izobraževanj o sodobnem načinu zdravljenja in življenja bolnikov, obolelih s cistično fibrozo;
- informiranje o izboljšanju in izvajanju dnevne oskrbe na domu;
- omogočanje respiratorne fizioterapije in druge rekreativne aktivnosti bolnikov, obolelih s cistično fibrozo, ki so primerne za njih;
- zavzemanje za izvajanje zdravstvene oskrbe na domu, ki jo bi izvajala strokovno usposobljena zdravstvena ekipa na terenu (izkušeni zdravnik, medicinska sestra, fizioterapevt, ki imajo dovolj znanja in izkušenj zdravljenja bolnikov, obolelih s cistično fibrozo);
- informiranje o vključitvi dolgotrajno bolnega otroka v vzgojni in izobraževalni program;
- sodelovanje z evropskimi in mednarodnimi društvi ter združenji bolnikov, obolelih s cistično fibrozo in z nacionalnimi društvi s sorodno dejavnostjo;
- izvajanje programov samopomoči in različnih delavnic, ki služijo kot pomoč bolnikom in njihovim družinam;
- zastopanje interesov bolnikov in njihovih družin na vseh področjih življenja ter zavzemanje za varstvo človekovih pravic;
- obveščanje članov in širše javnosti o dejavnosti društva in o novostih na različnih področjih življenja bolnikov, obolelih s cistično fibrozo.

## Način zagotavljanja javnosti dela društva
Društvo zagotavlja javnost svojega dela:
- z rednim informiranjem članov in širše javnosti o delovanju društva;
- z organizacijo strokovnih srečanj in predavanj ter sestankov za člane društva ter    strokovne in druge javnosti;
- preko spletne strani http://www.drustvocf.com/;
- preko drugih oblik in sredstev obveščanja.